# Bataille d'Hulluch
Première Guerre mondiale
Batailles
Front d'Europe de l’Ouest
- Liège (8-1914)
- Namur (8-1914)
- Frontières (8-1914)
- Anvers (9-1914)
- Grande Retraite (9-1914)
- Marne (9-1914)
- Course à la mer (9-1914)
- Yser (10-1914)
- Messines (10-1914)
- Ypres (10-1914)
- Givenchy (12-1914)
- 1re Champagne (12-1914)
- Hartmannswillerkopf (1-1915)
- Neuve-Chapelle (3-1915)
- 2e Ypres (4-1915)
- Colline 60 (4-1915)
- Artois (5-1915)
- Festubert (5-1915)
- Quennevières (6-1915)
- Linge (7-1915)
- 2e Artois (9-1915)
- 2e Champagne (9-1915)
- Loos (9-1915)
- Verdun (2-1916)
- Redoute Hohenzollern (3-1916)
- Hulluch (4-1916)
- 1re Somme (7-1916)
- Fromelles (7-1916)
- Arras (4-1917)
- Vimy (4-1917)
- Chemin des Dames (4-1917)
- 3e Champagne (4-1917)
- 2e Messines (6-1917)
- Passchendaele (7-1917)
- Cote 70 (8-1917)
- 2e Verdun (8-1917)
- Malmaison (10-1917)
- Cambrai (11-1917)
- Bombardements de Paris (1-1918)
- Offensive du Printemps (3-1918)
- Lys (4-1918)
- Aisne (5-1918)
- Bois Belleau (6-1918)
- 2e Marne (7-1918)
- 4e Champagne (7-1918)
- Château-Thierry (7-1918)
- Le Hamel (7-1918)
- Amiens (8-1918)
- Cent-Jours (8-1918)
- 2e Somme (9-1918)
- Bataille de la ligne Hindenburg
- Meuse-Argonne (10-1918)
- Cambrai (10-1918)

Front italien
Front d'Europe de l’Est
Front des Balkans
Front du Moyen-Orient
Front africain
Bataille de l'Atlantique
La bataille d'Hulluch est une bataille qui se déroula du 27 au 29 avril 1916, opposant la 16e division irlandaise du 19e corps de l'armée britannique aux troupes allemandes, dans le cadre de la Première Guerre mondiale.
Le Royal Inniskilling Fusiliers (en) subit, dans la nuit du 27 avril, une importante attaque au gaz près du village de Hulluch, tenu par les Allemands, à deux kilomètres au nord-est de Loos-en-Gohelle.
D'autres unités de la 16e division, comprenant les Royal Irish Rifles, Royal Munster Fusiliers (en) et Royal Dublin Fusiliers sont appelés pour parer l'attaque allemande.
Le 29 avril, les Allemands envoient à nouveau des gaz, mais cette fois-ci le vent souffle en rabattant ceux-ci sur leurs tranchées, paralysant un grand nombre d'entre eux.
La bataille d'Hulluch est une des batailles de la Première Guerre mondiale où l'on a utilisé le plus les gaz[réf. nécessaire].